# محمد كاظم الهزارجريبي
المولى محمد كاظم بن محمد شفيع الهزارجريبي الحائري (ت. 1232 هـ). رجل دين وفقيه شيعي من مشاهير تلامذة المجدد الوحيد البهبهاني وعلي الطباطبائي صاحب الرياض، وقد ترجم له محسن الأمين في موضعين من موسوعته أعيان الشيعة؛ نقل في إحداها ترجمة حسين النوري الطبرسي من كتابه دار السلام الذي قال: «العالم الفاضل الجليل المولى محمد كاظم الهزارجريبي رحمة الله عليه وهو تلميذ الآغا محمد باقر البهبهاني». وفي الموضع الآخر اقتصر على ذكر كونه من تلامذة البهبهاني والطباطبائي وأنَّه مدفون معهما في كربلاء ثم ذكر أسماء بعض مؤلَّفاته وكتبه.

## مؤلفاته
للهزارجريبي عدد كبير من الكتب باللغتين الفارسيَّة والعربيَّة، ومنها:
| - مجمع الفضائح لأرباب القبائح. - معارف الأئمة. - معارف الأنوار. في ثمان مجلَّدات. - تحفة المجاورين. - تحفة الأخيار. - تحفة العابدين. - الأفلاكية. في الهيئة. - الإقناعية. في أصول العقائد. - البراهين الجلية في تفضيل آل محمد على جميع البرية. فارسي. | - إلزام الملحدين. فارسي في رد الصوفيَّة. - تذكرة الفتن. - تذكرة المعاد. - فصل الخطاب. ذكره حسين النوري الطبرسي في ترجمته للهزارجريبي في كتابه دار السلام قائلاً عنه: «فصل الخطاب في الاحتجاج يشبه احتجاج الطبرسي». - كنز الفوائد. فارسي في الإمامة مرتب على مقدمة واثنا عشر باباً. - السلمانية. فارسي في فضل سلمان الفارسي وأبي ذر وعمار بن ياسر والمقداد. - محك ايمان. فارسي. - مجمع الدرر. عربي في فضل علي بن أبي طالب. |